# Vastestoffysica

Gevulde elektronische bandstructuur in verschillende type materialen in evenwicht.

Vastestoffysica is het onderdeel van de natuurkunde en materiaalkunde, dat zich bezighoudt met onderzoek naar de structuur en de eigenschappen van vaste stoffen aan de hand van kwantummechanica, kristallografie, elektromagnetisme en metallurgie. Ze vormt van oudsher een onderdeel van de fysica van de gecondenseerde materie, welke zich richt op het hele spectrum aan materie in gecondenseerde aggregatietoestanden, zoals vaste stof, vloeistof, bose-einsteincondensaat en vloeibaar kristal.
Vastestoffysica tracht macroscopische materiaaleigenschappen van vaste stoffen te verklaren aan de hand van hun eigenschappen op atomaire schaal. Het levert als dusdanig de theoretische basis voor het onderzoeken van materialen, het vakgebied der materiaalkunde. Hier vindt het zijn directe toepassing in bijvoorbeeld halfgeleiders, transistoren en de theorie achter veel metallurgische processen.

## Terminologie en geschiedenis

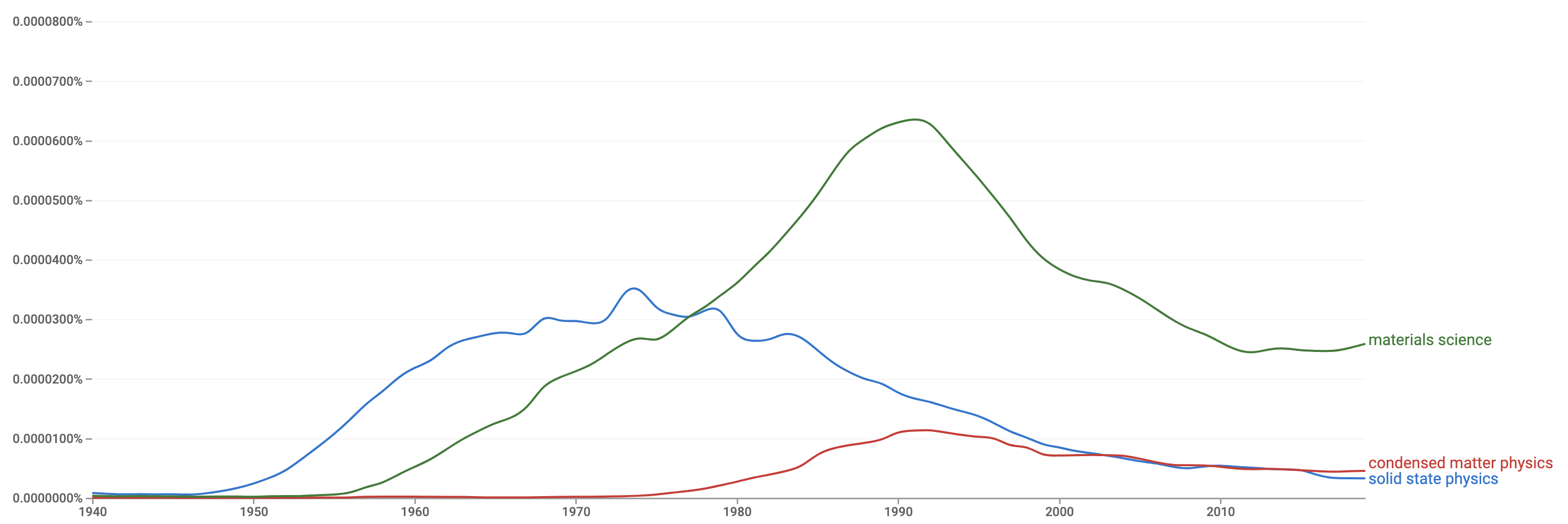
Dit Google Ngram Viewer-diagram geeft de zoektermen weer voor het gebruik van de terminologie voor onderzoek naar complexe materie (1940-2018).
Groen: "materiaalkunde"
Rood: "fysica van de gecondenseerde materie"
Blauw: "vastestoffysica"

De termen "fysica van de gecondenseerde materie", "vastestoffysica" en "materiaalkunde" worden allemaal gebruikt om de fysische eigenschappen van complexe materie te beschrijven. Deze termen werden voor de Tweede Wereldoorlog (1940) nog niet veel gebruikt, maar sinds de opkomst van de vastestoffysica rond 1945 werd die term veelvuldig gebruikt. Na de ontdekkingen en interesse in meer gecondenseerde aggregatietoestanden werd rond 1975 de term fysica van de gecondenseerde materie geprefereerd over de vastestoffysica in het natuurkundige veld. De term fysica van de gecondenseerde materie wordt vandaag de dag nog steeds gebruikt als de meeste gangbare term van deze twee natuurkundige termen, al dan niet met als onderdeel vastestoffysica. Echter is de term en het vakgebied rond 1975 bijna geheel opgenomen in de materiaalkunde.
De materiaalkunde kwam rond dezelfde tijd als de vastestoffysica in opkomst, rond 1940 tot 1950. In tegenstelling tot de twee natuurkundige termen en takken van het onderzoek naar de fysische eigenschappen van de complexe materie bleek de materiaalkunde een aantal goede lobbyisten te hebben, die in de Koude Oorlog bijna geheel de financiering en fondsen voor het wetenschappelijke onderzoek hebben ingenomen, zie de overgang rond 1975 in het diagram hiernaast. Dit is de reden dat tegenwoordig nog steeds het onderzoek dat van oudsher viel onder de vastestoffysica valt onder de materiaalkunde, met enkele onderzoeksinstituten als uitzondering waar het valt onder de fysica van de gecondenseerde materie of het een op zichzelf staande afdeling is.
Wat precies valt onder welke afdeling verschilt per onderzoeksinstituut. Over het algemeen kan worden aangenomen dat de onderdelen van de vastestoffysica die zich focussen op de kwantummechanische verschijnselen en de effecten daarvan, onder de fysica vallen. Het onderzoek naar de structuren en eigenschappen van materialen in relatie tot de vastestoffysica vallen onder de materiaalkunde.
Het is dus mogelijk dat een vastestoffysica-studie in bijvoorbeeld galliumarsenide (GaAs) wordt gedaan door een materiaalkundige en natuurkundige, elk voor een andere reden. Hier gaat de aandacht van de materiaalkundige naar de materiaaleigenschappen, die erg gunstig zijn voor het gebruik in de micro-elektronica. Wat betreft de natuurkundige kant ligt de focus op de mogelijkheid van het observeren van het kwantum-hall-effect, aangezien GaAs een van de weinige materialen is waarmee dit mogelijk is.

## Aandachtsgebieden
Belangrijke aandachtsgebieden in de vastestoffysica zijn:
- elektrische eigenschappen
- halfgeleiderfysica
- kristallografie (kristalstructuren, kristalliniteit e.d.)
- metallurgie (legeringsvorming e.d.)
- magnetisme
- materiaaleigenschappen (hardheid, elasticiteit, sterkte e.d.)
- materiaalkarakterisering
- nanotechnologie
- oppervlaktefysica (adsorptie, oppervlaktediffusie e.d.)
- optische eigenschappen
- supergeleiding
- thin film-technologie

Enkele van deze aandachtsgebieden hebben raakvlakken en overlap met deelgebieden in de fysische chemie en geologie.
akoestiek · astrofysica · astronomie · atoomfysica · biofysica · deeltjesfysica · elektromagnetisme · fysische chemie · fysische transportverschijnselen · geofysica · kernfysica · kwantummechanica · mathematische fysica · mechanica · medische fysica · meteorologie · metrologie · molecuulfysica · optica (fysische en geometrische optica) · plasmafysica · relativiteitstheorie · statistische thermodynamica · stromingsleer · thermodynamica · vastestoffysica